# Grand Prix Formule 1 van Groot-Brittannië 2011

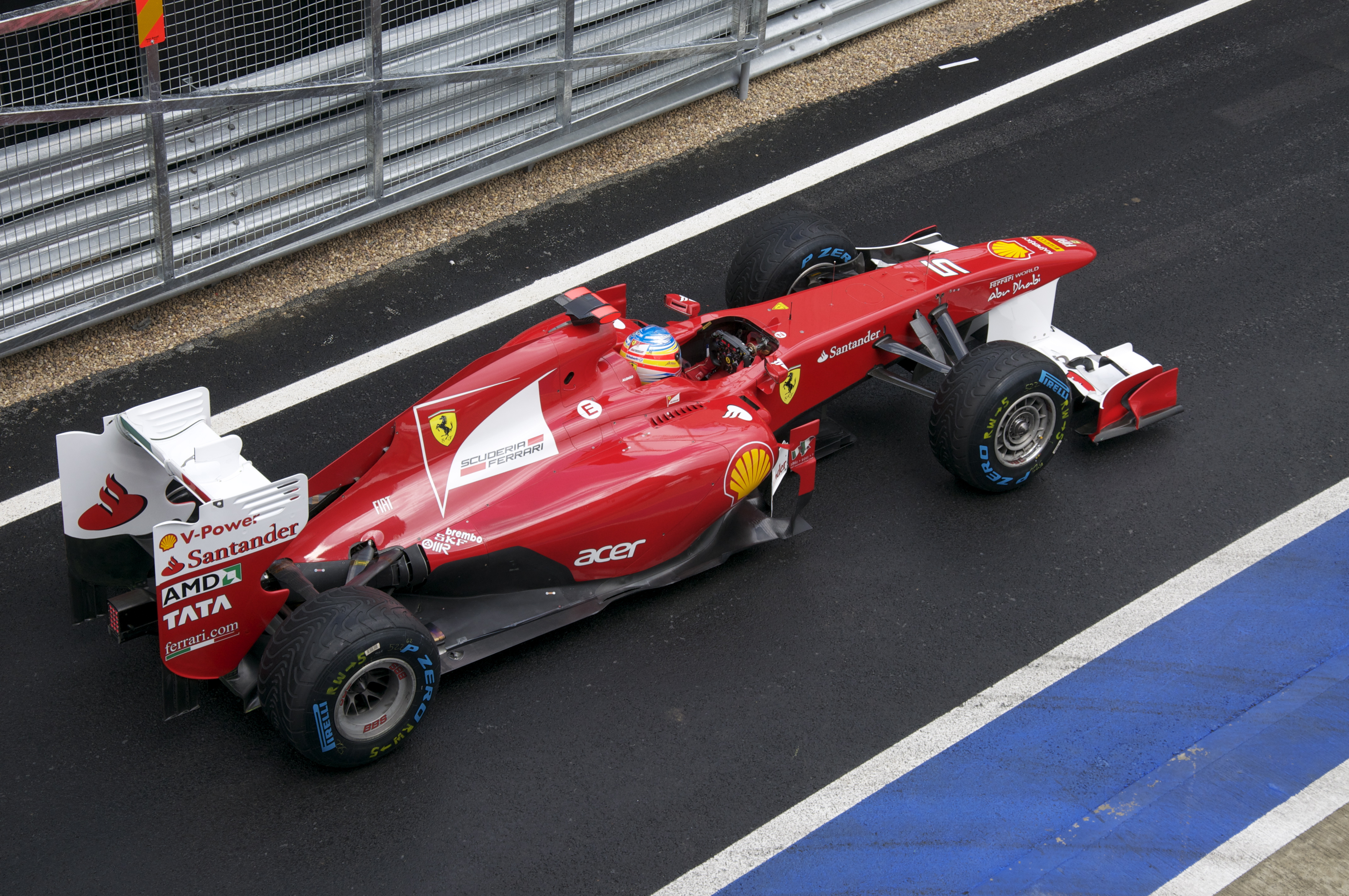
Ferrari-coureur Fernando Alonso, hier in de pitlane tijdens de Britse GP, zorgde voor de broodnodige variatie door de GP van Groot-Brittannië te winnen.

De Grand Prix Formule 1 van Groot-Brittannië 2011 werd gehouden op 10 juli 2011 op Silverstone. Het was de negende race uit het kampioenschap.

## Wedstrijdverloop

### Achtergrond
Start/finish lag vanaf deze Britse Grand Prix niet meer tussen de bochten Woodcote en Copse, maar tussen Club en Abbey. Hiervoor werd ook een geheel nieuw pitcomplex aangebouwd.
Op 30 juni werd bekend, dat de Australiër Daniel Ricciardo voor het team van HRT het stoeltje van de Indiër Narain Karthikeyan zou overnemen wegens teleurstellende resultaten. Karthikeyan mocht wel nog zijn thuisrace rijden voor HRT.
Ook gebruikte Red Bull aan het einde van de race teamorders om te verkomen, dat Mark Webber Sebastian Vettel inhaalde, zodat Vettel meer punten kreeg.

### Kwalificatie
Mark Webber van het team Red Bull Racing behaalde zijn tweede poleposition van het seizoen. Zijn teamgenoot Sebastian Vettel startte op de tweede plek en Ferrari-coureur Fernando Alonso op de derde positie. Force India-coureur Paul di Resta behaalde met een zesde plaats in zijn thuisrace zijn beste kwalificatieresultaat ooit, wat ook gold voor Williams-coureur Pastor Maldonado met een zevende plaats. Lotus behaalde voor de vierde keer in hun geschiedenis Q2 met Heikki Kovalainen.

### Race
Alonso won zijn eerste en Ferrari's eerste race van het seizoen na een fout van het Red Bull-team bij de tweede pitstop van Vettel, die tweede werd. Webber sloot de race als derde af na een duel met zijn teamgenoot in de laatste ronden van de race. McLaren-coureur Lewis Hamilton lag na de tweede serie pitstops tweede, maar door een gebrek aan brandstof aan het eind van de race zakte hij terug naar de vierde plaats. Ferrari-rijder Felipe Massa, die Hamilton in de laatste ronde probeerde in te halen, maar hier niet in slaagde, werd op twee honderdste van een seconde vijfde. Nico Rosberg van Mercedes GP werd zesde, Sergio Pérez behaalde voor Sauber zijn beste resultaat met een zevende plaats. Nick Heidfeld veroverde voor Renault een achtste plaats, Michael Schumacher van Mercedes eindigde als negende en Toro Rosso-coureur Jaime Alguersuari reed, ondanks een slechte kwalificatie, naar de tiende plaats. Thuisrijder Jenson Button van McLaren viel uit na zijn tweede pitstop, nadat de wielmoer niet werd gemonteerd.

## Kwalificatie
| Pos                 | No | Coureur            | Constructeur         | Q1       | Q2       | Q3       | Grid |
| ------------------- | -- | ------------------ | -------------------- | -------- | -------- | -------- | ---- |
| 1                   | 2  | Mark Webber        | Red Bull-Renault     | 1:32.670 | 1:31.673 | 1:30.399 | 1    |
| 2                   | 1  | Sebastian Vettel   | Red Bull-Renault     | 1:32.977 | 1:32.379 | 1:30.431 | 2    |
| 3                   | 5  | Fernando Alonso    | Ferrari              | 1:32.986 | 1:31.727 | 1:30.516 | 3    |
| 4                   | 6  | Felipe Massa       | Ferrari              | 1:32.760 | 1:31.640 | 1:31.124 | 4    |
| 5                   | 4  | Jenson Button      | McLaren-Mercedes     | 1:34.230 | 1:32.273 | 1:31.898 | 5    |
| 6                   | 15 | Paul di Resta      | Force India-Mercedes | 1:34.472 | 1:32.569 | 1:31.929 | 6    |
| 7                   | 12 | Pastor Maldonado   | Williams-Cosworth    | 1:32.702 | 1:32.588 | 1:31.933 | 7    |
| 8                   | 16 | Kamui Kobayashi    | Sauber-Ferrari       | 1:34.324 | 1:32.399 | 1:32.128 | 8    |
| 9                   | 8  | Nico Rosberg       | Mercedes             | 1:34.186 | 1:32.295 | 1:32.209 | 9    |
| 10                  | 3  | Lewis Hamilton     | McLaren-Mercedes     | 1:33.581 | 1:32.505 | 1:32.376 | 10   |
| 11                  | 14 | Adrian Sutil       | Force India-Mercedes | 1:34.454 | 1:32.617 |          | 11   |
| 12                  | 17 | Sergio Pérez       | Sauber-Ferrari       | 1:34.145 | 1:32.624 |          | 12   |
| 13                  | 7  | Michael Schumacher | Mercedes             | 1:34.160 | 1:32.656 |          | 13   |
| 14                  | 10 | Vitali Petrov      | Renault              | 1:34.428 | 1:32.734 |          | 14   |
| 15                  | 11 | Rubens Barrichello | Williams-Cosworth    | 1:33.352 | 1:33.119 |          | 15   |
| 16                  | 9  | Nick Heidfeld      | Renault              | 1:35.132 | 1:33.805 |          | 16   |
| 17                  | 20 | Heikki Kovalainen  | Lotus–Renault        | 1:34.923 | 1:34.821 |          | 17   |
| 18                  | 19 | Jaime Alguersuari  | Toro Rosso-Ferrari   | 1:35.245 |          |          | 18   |
| 19                  | 18 | Sébastien Buemi    | Toro Rosso-Ferrari   | 1:35.749 |          |          | 19   |
| 20                  | 24 | Timo Glock         | Virgin–Cosworth      | 1:36.203 |          |          | 20   |
| 21                  | 21 | Jarno Trulli       | Lotus–Renault        | 1:36.456 |          |          | 21   |
| 22                  | 25 | Jérôme d'Ambrosio  | Virgin–Cosworth      | 1:37.154 |          |          | 22   |
| 23                  | 23 | Vitantonio Liuzzi  | HRT–Cosworth         | 1:37.484 |          |          | 23   |
| 24                  | 22 | Daniel Ricciardo   | HRT–Cosworth         | 1:38.059 |          |          | 24   |
| 107% tijd: 1:39.156 |    |                    |                      |          |          |          |      |

## Race
| Pos | No | Coureur            | Constructeur         | Rondes | Tijd/Oorzaak uitval | Grid | Punten |
| --- | -- | ------------------ | -------------------- | ------ | ------------------- | ---- | ------ |
| 1   | 5  | Fernando Alonso    | Ferrari              | 52     | 1:28:41.194         | 3    | 25     |
| 2   | 1  | Sebastian Vettel   | Red Bull-Renault     | 57     | +16.511             | 2    | 18     |
| 3   | 2  | Mark Webber        | Red Bull-Renault     | 52     | +16.947             | 1    | 15     |
| 4   | 3  | Lewis Hamilton     | McLaren-Mercedes     | 52     | +28.986             | 10   | 12     |
| 5   | 6  | Felipe Massa       | Ferrari              | 52     | +29.010             | 4    | 10     |
| 6   | 8  | Nico Rosberg       | Mercedes             | 52     | +1:00.655           | 9    | 8      |
| 7   | 17 | Sergio Pérez       | Sauber-Ferrari       | 52     | +1:05.590           | 12   | 6      |
| 8   | 9  | Nick Heidfeld      | Renault              | 52     | +1:15.542           | 16   | 4      |
| 9   | 7  | Michael Schumacher | Mercedes             | 52     | +1:17.912           | 13   | 2      |
| 10  | 19 | Jaime Alguersuari  | Toro Rosso-Ferrari   | 52     | +1:19.108           | 18   | 1      |
| 11  | 14 | Adrian Sutil       | Force India-Mercedes | 52     | +1:19.712           | 11   |        |
| 12  | 10 | Vitali Petrov      | Renault              | 52     | +1:20.681           | 14   |        |
| 13  | 11 | Rubens Barrichello | Williams-Cosworth    | 51     | +1 ronde            | 15   |        |
| 14  | 12 | Pastor Maldonado   | Williams-Cosworth    | 51     | +1 ronde            | 7    |        |
| 15  | 15 | Paul di Resta      | Force India-Mercedes | 51     | +1 ronde            | 6    |        |
| 16  | 24 | Timo Glock         | Virgin-Cosworth      | 50     | +2 ronden           | 20   |        |
| 17  | 25 | Jérôme d'Ambrosio  | Virgin-Cosworth      | 50     | +2 ronden           | 22   |        |
| 18  | 23 | Vitantonio Liuzzi  | HRT-Cosworth         | 50     | +2 ronden           | 23   |        |
| 19  | 22 | Daniel Ricciardo   | HRT-Cosworth         | 49     | +3 ronden           | 24   |        |
| DNF | 4  | Jenson Button      | McLaren-Mercedes     | 39     | Wiel                | 5    |        |
| DNF | 18 | Sébastien Buemi    | Toro Rosso-Ferrari   | 25     | Schade ongeluk      | 19   |        |
| DNF | 16 | Kamui Kobayashi    | Sauber-Ferrari       | 23     | Olielek             | 8    |        |
| DNF | 21 | Jarno Trulli       | Lotus-Renault        | 10     | Olielek             | 21   |        |
| DNF | 20 | Heikki Kovalainen  | Lotus-Renault        | 2      | Versnellingsbak     | 17   |        |

## Noot
- Dit was het debuut van de Australische coureur (en toekomstig Grand Prix-winnaar) Daniel Ricciardo.
- Dit was de 25ste podiumplaats voor Mark Webber.

1926 · 1927 · 1948 · 1949 · 1950 · 1951 · 1952 · 1953 · 1954 · 1955 · 1956 · 1957 · 1958 · 1959 · 1960 · 1961 · 1962 · 1963 · 1964 · 1965 · 1966 · 1967 · 1968 · 1969 · 1970 · 1971 · 1972 · 1973 · 1974 · 1975 · 1976 · 1977 · 1978 · 1979 · 1980 · 1981 · 1982 · 1983 · 1984 · 1985 · 1986 · 1987 · 1988 · 1989 · 1990 · 1991 · 1992 · 1993 · 1994 · 1995 · 1996 · 1997 · 1998 · 1999 · 2000 · 2001 · 2002 · 2003 · 2004 · 2005 · 2006 · 2007 · 2008 · 2009 · 2010 · 2011 · 2012 · 2013 · 2014 · 2015 · 2016 · 2017 · 2018 · 2019 · 2020 · 2021 · 2022 · 2023 · 2024 · 2025 · 2026 · 2027 · 2028 · 2029 · 2030 · 2031 · 2032 · 2033 · 2034